# Marcello Lante
Marcello Lante (né en 1561 à Rome, alors la capitale des États pontificaux, et mort le 19 avril 1652 à Rome), est un cardinal italien de l'Église catholique de la XVIIe siècle, nommé par le pape Paul V. 
Sa sœur est la femme du frère du pape Paul V et il est le neveu des cardinaux Bernardino Maffei (1549) et Marcantonio Maffei (1570), par sa mère. Il est le cousin du cardinal Orazio Maffei (1606), l'oncle des cardinaux Gregorio Naro (1629) et Tiberio Cenci (1645) par leurs mères, le grand-oncle du cardinal Federico Marcello Lante (1743) et l'arrière-grand-oncle des cardinaux Alessandro Lante (1816) et Antonio Lante (1816). Son nom de famille est aussi écrit  Lante della Rovere et il est un parent des ducs Della Rovere.

## Biographie
Marcello Lante est clerc et auditeur général de la chambre apostolique. Le pape Paul V le crée cardinal lors du consistoire du 11 septembre 1606.
En 1606 encore il est élu évêque de Todi et est consacré le 14 janvier 1607 par Paul V avec comme co-consécrateurs Ottavio Paravicini et Carlo Conti. Il résigne l'administration du diocèse plus tard. Le cardinal Lante est camerlingue du Sacré Collège en 1625-1626 et sous-doyen et doyen du Collège des cardinaux (à partir de 1641).
Il participe au conclave de 1621, lors duquel Grégoire XV est élu pape, au conclave de 1623 (élection d'Urbain VIII et au conclave de 1644 (élection d'Innocent X).

## Succession apostolique
Marcello Lante a ordonné les évêques suivants :
- Évêque Pietro Antonio Da Ponte (en), C.R. (1607)
- Évêque Timocrate Aloigi (en) (1607)
- Cardinal Orazio Maffei (1607)
- Évêque Fabrizio Degli Afflitti (en) (1608)
- Évêque Girolamo Asteo (en), O.F.M.Conv. (1608)
- Évêque Michael Consoli, C.R. (1609)
- Évêque Antonio Cesonio (1609)
- Archevêque Giovanni Spilla (it), O.P. (1611)
- Évêque Gabriele Naro, O.P. (1613)
- Évêque Agostino Cassandra (en), O.F.M.Conv. (1614)
- Évêque Domenico Pichi (1623)
- Évêque Michael Masserotti, O.F.M.Conv. (1624)
- Évêque Ulysses Gherardini della Rosa (1624)
- Évêque Fabio Olivadisi (en) (1626)
- Évêque Gerolamo Cappello (en), O.F.M.Conv. (1626)
- Évêque Nicola Benigno (1627)
- Évêque Luca Cellesi (it) (1627)
- Évêque Giuliano Viviani (en) (1629)
- Évêque Felice Franceschini, O.F.M.Conv. (1632)
- Évêque Felice Crocca (it), O.F.M.Conv. (1632)
- Évêque Pietro Morari (1632)
- Évêque Paolo Benzoni, C.R.L. (1632)
- Évêque Pomponio Vetuli (1632)
- Évêque Marco Antonio Parisi (1632)
- Évêque Bartolomeo Gessi (1633)
- Évêque Giovanni Michele Rossi, O.Carm. (1633)
- Évêque Marc'Antonio Verità (en) (1633)
- Évêque Defendente Brusati (1633)
- Évêque Brandimarte Tommasi (en) (1633)
- Cardinal Gregorio Naro (1634)
- Évêque Ippolito Campioni, O.S.B. (1638)
- Évêque Francesco Antonio Biondo (en), O.F.M.Conv. (1638)
- Évêque Marco Antonio Coccini (en) (1638)
- Évêque Roberto Strozzi (1638)
- Évêque Bartolomeo Cresconi (1639)
- Évêque Gregorio Mauro, O.F.M.Conv. (1642)
- Archevêque Ascanio Maffei (en) (1646)
- Évêque Bonaventura Claverio (en), O.F.M.Conv. (1646)
- Évêque Franciscus Perrone (1648)
- Évêque Francesco Antonio Roberti (en) (1648)
- Évêque Pirro Luigi Castellomata (1648)